# Jălteș, Gabrovo
Jălteș (în bulgară Жълтеш) este un sat în comuna Gabrovo, regiunea Gabrovo,  Bulgaria. 

## Demografie
Componența etnică a satului Jălteș
     Bulgari (96,71%)
     Nicio identificare (2,18%)
     Altele (1,09%)
La recensământul din 2011, populația satului Jălteș era de 274 locuitori. Din punct de vedere etnic, majoritatea locuitorilor (96,71%) erau bulgari. Pentru 2,18% din locuitori nu este cunoscută apartenența etnică.